# Алахлор
Алахлор — гербицид из группы хлорацетанилидов. Это белое твёрдое вещество без запаха. Широко применяется для контроля однолетних трав и широколиственных сорняков на посевах культурных растений. Использования алахлора в качестве гербицида запрещено в Европейском Союзе.
Механизм действия основан на ингибирования элонгазы и геранилгеранилпирофосфат циклизующих ферментов, ключевых энзимов пути синтеза гиббереллинов.
Алахлор был зарегистрирован компанией Monsanto в 1969 году и появился на рынке США под торговым названием Lasso.

## Синтез
Алахлор получают путем последовательной реакции 2,6-диметиланилина с формальдегидом, хлорацетилхлоридом и метанольным раствором аммиака.

## Использование
Алахлор применяется для уничтожения однолетних и широколиственных сорняков на посевах капусты, кукурузы, арахиса, сои, хлопка, рапса и подсолнечника. Является вторым наиболее широко используемым гербицидом в США, где особо широко применяется на плантациях кукурузы и сои.

### Детали применения
Алахлор хорошо смешивается с другими гербицидами. Он продается в виде смеси с атразином, глифосатом, трифлуралином и имазахином. Это селективный, системный гербицид, который хорошо поглощается прорастающими всходами и корнями. Нарушая синтез растительных гормонов гиббириллинов, он вызывает нарушение синтеза белка остановку роста корней.
Обычно выпускается в виде микрогранул, содержащих 15 % активного ингредиента или в виде эмульгируемого концентрата, с концентрацией алахлора 480 г/л. Препарат либо помещают в лунки перед посадкой, либо опрыскивают почву до появления всходов.

## Токсикология
Алахлор малотоксичен, но классифицируется как потенциально канцерогенное вещество. Он особенно токсичен для водорослей, мелких ракообразных и рыб. Может проникать в грунтовые воды с осадками и накапливаться в плодах и семенах. По этой причине в ЕС существуют специальные нормы, регулирующие его содержание в продуктах питания.

## Воздействия на окружающую среду
Алахлор умеренной сорбируется почвой. Незначительная часть препарада распадается под воздействием света. Деградация в почве в значительной степени биологически опосредованна, и заканчивается образованием несколько метаболитов. Период полураспада в почве в аэробных условиях колеблется от 6 до 15 дней и значительно снижается в анаэробных условиях. Одно из возможных объяснений для такого эффекта основано на наблюдении, что в безкислородной среде алахлор стремительно превращается в порядко 14 продуктов деградации в присутствии железистых смектитов. Железо в таких минералах может быть использовано некоторыми почвенными бактериями в качестве акцептора электронов, когда почва затоплена, поэтому процесс трансформации гербицида значительно ускоряется за счёт микробиологического распада. Аналогичные наблюдения существуют для гербицидов трифлуралина и атразина.
Алахлор часто используется в школьных кабинетах химии в качестве реагента для демонстраций, таких как горение магния. Алахлор может быть использован в качестве замены для метана в таком эксперименте, когда газ недоступен.